# マーケティング手法の一覧
マーケティング (w:marketing) に関するトピック一覧。

## マーケティング基礎
- 市場 (market)
- 消費者 (w:consumer)
- 顧客 (w:customer)
- 価値（顧客知覚価値)(:en:value)
  - バリューチェーン (w:value chain)
  - 価値の移転 (w:value migration)
- コアコンピタンス (w:core competency)
- マーケットセグメント (w:market segment)
- ターゲットマーケット（対象購買層） (w:target market)
- エンドユーザー (w:end-user)
- マーケティングミックス (w:marketing mix)
- 競争優位 (w:competitive advantage)
- 経験曲線効果 (w:experience curve effects)
- ビジネスモデル (w:business model)
- 市場占有率 (w:market share)
- 範囲の経済 (w:economies of scope)
- 3C分析
- 近視眼的マーケティング (w:marketing myopia)

## プロダクトマネジメント
- プロダクトマネジメント (w:product management)
  - 商品、製品（プロダクツ） (product)
  - 商品の差別化 (w:product differentiation)
  - 商品ライフサイクルマネジメント (w:product life cycle management)
    - 普及 (diffusion)
    - 商品開発 (w:new product development)
      - コンジョイント分析 (conjoint analysis)
      - 品質機能展開 (w:Quality Function Deployment)
      - 欠陥商品の一覧 (w:list of product failures)

    - 計画的陳腐化 (w:planned obsolescence)
    - 『キャズム』 (w:Crossing the Chasm)
    - テクノロジーのライフサイクル (w:technology lifecycle)

  - 商品ライン (w:product line)
  - ホールプロダクト (w:whole product)
  - プロダクト・ポートフォリオ (product portfolio)
    - BCG分析 (w:B.C.G. Analysis)
    - (w:G.E. Multi Factoral analysis)
    - 限界利益 (w:Contribution margin)
    - カニバリゼーション (w:cannibalization)
    - 製品バンドル (w:product bundling)

  - ポジショニング (positioning)
    - 知覚マッピング (w:perceptual mapping)
    - 因子分析 (factor analysis)
    - 多次元尺度構成法（MDS）(multi dimensional scaling)
    - 判別分析 (discriminant analysis)
    - 嗜好の回帰 (preference regression)

  - ブランドマネジメント (w:brand management)
    - ブランド (w:brand)
    - ブランディング
    - ブランドエクイティ (w:brand equity)
    - プライベートブランド (PB) (w:private brand)
    - コーポレートブランド (w:corporate branding)
    - ファミリーブランド (w:family branding)
    - 個別ブランド (w:individual branding)
    - コーポレートアイデンティティ (CI) (w:corporate identity)
    - 商標 (w:trademark)
      - 商標の普通名称化 (w:genericized trademark)

    - パーソナルブランド

## 価格戦略
- 価格戦略 (w:pricing)
  - 価格 (w:price)
  - 希望小売価格 (w:price points)
    - 心理学的価格決定（イチキュッパ）(w:psychological pricing)

  - 価格決定目標 (w:pricing objectives)
  - 値引と売上 (w:discounts and allowances)
  - 浸透価格形成 (w:penetration pricing)
    - 価格競争 (w:price wars)

  - (variable pricing and real-time pricing)
  - (pricing for profit maximization)
  - 価格差別 (w:price discrimination)
    - 初期高価格戦略 (w:price skimming)
    - 二部料金制度（例としてはオンシーズンとオフシーズンの価格の相違？） (w:two part tariff)

  - 需要の価格弾力性 (w:price elasticity of demand)
  - 地域別価格制度 (geographical pricing and price zoning)
  - コストプラス法 (w:cost-plus pricing)
    - マークアップ (markup)
    - 損益分岐点分析 (w:break even analysis)

  - 目標利益率基準評価 (w:rate of return pricing)
  - 競合他社の価格の指数化 (w:competitor indexing)
  - 共同生産物の価格付け (w:joint product pricing)
  - 振替価格操作 (w:transfer pricing)
  - バーター (w:barter)

## マーケティングマネジメント
- マーケティング・マネジメント (w:marketing management)
- マーケティングプラン (w:marketing plan)
- 戦略的プラニング (w:strategic planning)

## プロモーション&コミュニケーション
- プロモーション (w:promotion)
  - セールスプロモーション (w:sales promotion)
- マーケティング・コミュニケーション
  - 広告 (w:advertising)
    - マインドシェア (w:mind share)
    - 広告媒体 (w:advertising media)
    - マスメディア (w:mass media)
    - テレビコマーシャル (w:television commercial)
    - キャッチコピー (w:advertising slogan)
      - (w:list of advertising slogans)

    - サブリミナル効果 (w:subliminal message)
    - プロダクトプレイスメント (w:product placement)
    - ネットレイティングス (w:Nielsen Ratings)
    - 広告における性 (w:sex in advertising)
    - サブバタイズ (w:subvertising)

  - 対面販売 (w:personal selling)
    - 販売手法 (w:sales techniques)
    - ネゴシエーション (w:negotiation)
    - 販売員管理 (w:sales force management)
      - 営業支援システム (w:sales force automation)

    - おとりの意味の「サクラ」(w:shill)

  - パブリシティ (w:publicity)
    - 流行語 (w:buzz)
    - 口コミ (w:word of mouth)
      - バズマーケティング (w:Marketing buzz)

    - 伝染性マーケティング (w:viral marketing)
    - ステルスマーケティング (w:undercover marketing)

  - パブリック・リレーションズ (w:public relations)

## E-マーケティング
- E-マーケティング (w:e-marketing)
  - パーソナライズドマーケティング (w:personalized marketing)
  - パーミッション・マーケティング (w:permission marketing)
  - E-コマース (w:E-commerce)
  - B2B（企業間電子商取引）(w:Business to Business Electronic Commerce)
  - B2C（企業対消費者間電子商取引）(w:Business to Consumer Electronic Commerce)
  - オンラインオークションビジネスモデル (w:Online auction business model)
  - 検索エンジン最適化（SEO）(w:Search Engine Optimization)
  - ブリックアンドクリックビジネスモデル（クリックアンドモルタルビジネスモデル）(w:bricks and clicks business model)
  - 中間流通業者の排除（直接販売）(w:disintermediation)
  - インターネット・バブル (w:dot com boom)
  - 顧客関係管理（CRM）(w:customer relationship management)
  - バナー広告 (w:web banner)
  - スパム (メール) (w:spamming)
  - マルチメディア (w:multimedia)

## 流通
- 流通 ( distribution)
  - 小売 (w:retail)
    - ショッピングモール (w:shopping mall)
    - 百貨店 (w:department store)
      - 百貨店の一覧 (w:list of department stores)

    - スーパーマーケット (w:supermarket)
      - スーパーマーケットの一覧 (w:list of supermarkets)

    - フランチャイズ (w:franchising)

  - 卸売 (w:wholesaler)
  - サプライチェーン (w:supply chain)
  - サプライチェーン・マネジメント (w:supply chain management)
  - ロジスティクス、物流 (w:logistics)
  - ロジスティクス・エンジニアリング (w:Logistics engineering)
  - 直送 (w:drop shipping)
  - マーチャンダイジング (w:merchandising)

## ダイレクトマーケティング
- ダイレクトマーケティング (w:direct marketing)
  - データベースマーケティング (w:database marketing)
  - 電話勧誘販売 (w:telemarketing)
  - 連鎖販売取引、マルチ商法 (w:Multi-level marketing)
  - 専門カタログ (w:specialty catalogs)
  - 無限連鎖講 (w:pyramid scheme)
    - 自己啓発セミナー (w:LGAT)

## マーケティング戦略
- マーケティング戦略 (w:marketing strategies)
  - 成長戦略 (growth strategies)
    - 水平統合 (w:horizontal integration)
    - 垂直統合 (w:vertical integration)
    - 積極戦略 (w:aggressiveness strategies)

  - 市場支配戦略 (w:market dominance strategies)
  - ポーターの基本戦略 (w:Porter generic strategies)
  - マスカスタマイゼーション (w:mass customization) - 大量の顧客一人一人の要求や要望を把握し、商品を顧客の仕様に合わせ、低コストで提供すること。
  - マーケティング戦争論 (w:marketing warfare strategies)
    - 積極攻撃マーケティング戦略 (w:offensive marketing warfare strategies)
    - 防衛マーケティング戦略 (w:defensive marketing warfare strategies)
    - 側面攻撃マーケティング戦略 (w:flanking marketing warfare strategies)
    - ゲリラ・マーケティング (w:guerrilla marketing)
- 顧客行動 (w:consumer behaviour)
  - 人口統計 (w:demographics)
  - ライフスタイル (w:lifestyle)
  - 購買者意志決定プロセス (w:buyer decision processes)
- マーケティングの歴史 (w:history of marketing)

## マーケティングリサーチ
- マーケティングリサーチ
  - 定性的市場調査
    - フォーカスグループ

  - 定量的市場調査
  - SWOT分析
  - 競合分析 (w:competitor analysis)
  - 競争の生態モデル (w:ecological model of competition)
  - ファイブフォース分析
  - データ分析手法
    - 評定尺度法 (w:intent scale translation)
    - 順位選択法 (w:preference-rank translation)
    - コンジョイント分析
    - 嗜好の回帰 (preference regression)

## サービスマーケティング
- サービスマーケティング (w:services marketing)
  - 無形の財としてのサービス (w:service)
  - 品質 (w:quality)
  - 経験経済 (w:experience economy)
  - サービス業、第三次産業 (w:service sector)
  - サービスマーク(サービスにおける商標) (w:service mark)

## その他
- アカデミック・マーケティング